# Евфим
Евфи́м (греч. Εὐθυμος; р. в конце VI в. до н.э. ) — знаменитый древнегреческий спортсмен, кулачный боец, родом из италийских Локр, одерживавший победы в Олимпии в 74-й, 76-й и 77-й Олимпиадах (484—472 гг. до н. э.). Пьедестал его статуи был найден при раскопках Олимпии.
Личность Евфима стала достоянием легенды. Рассказывали, что он освободил город Темесу от злого духа Полита (тень одного из товарищей Одиссея), победив его в единоборстве, и что, дожив до глубокой старости, он исчез с лица земли, «не испытав обыкновенной смерти». Евфим принадлежал к спортсменам, которым поклонялись после смерти героя; согласно одному из мифов, его настоящим отцом был бог реки Кайкинос.